# Elachertus walkeri
Elachertus walkeri är en stekelart som först beskrevs av Julius Theodor Christian Ratzeburg 1848.  Elachertus walkeri ingår i släktet Elachertus och familjen finglanssteklar. Inga underarter finns listade i Catalogue of Life.